# Chlorprothixen
Chlorprothixen (handelsnavn Truxal®) er et 1. generations antipsykotisk lægemiddel. Det anvendes primært til behandling af de såkaldt positive symptomer ved psykoser og skizofreni. Chlorprothixen anvendes desuden også ved tilstande præget af angst og uro og til at mildne abstinenssymptomer hos stofmisbrugere.
Chlorprothixen findes som tabletter på 15, 25 og 50 mg. Chlorprothixen er ikke afhængighedsskabende.
Som antipsykotisk medicin generelt, så skal chlorprothixen ved behandlingsstart, trappes op til den mængde pr. dag, som vurderes optimal for den enkelte patient. For at undgå tilbagefald er det særligt vigtigt at lægemidlet langsomt og gradvist trappes ud, når beslutningen er truffet om at afslutte den medicinske behandling.